# Guilherme Landim
Guilherme Sampaio Landim (Campinas, 25 de junho de 1985) é um médico e político brasileiro. Em 2018, foi eleito deputado estadual do Ceará pelo Partido Democrático Trabalhista (PDT) com 83 215 votos. Ex-prefeito de Brejo Santo-CE. Filho do ex-deputado Welington Landim.    